# 木田献一
木田 献一（木田 獻一、きだ けんいち、1930年10月13日 - 2013年4月14日）は、日本の神学者。旧約聖書研究の中心人物であった。

## 経歴
1930年、岡山県で生まれた。青山学院大学文学部基督教学科で学び、1953年に卒業。東京教育大学大学院哲学専攻に進み、1957年に修士課程を修了した。ニューヨーク・ユニオン神学校に留学し、1961年に修士課程を修了（STM取得）
1973年より百人町教会教師となった。1975年、ミュンヘン大学に学位論文を提出して神学博士号を取得した。母校である青山学院大学教授、立教大学教授をつとめた。1996年に立教大学を定年退職。その後は山梨英和短期大学教授として教鞭をとった。
1998年から2004年まで、山梨英和短期大学学長。1999年から2012年まで山梨英和学院院長。2002年から2010年まで山梨英和大学学長を務めた。2013年、肝臓がんにより死去。

## 研究内容・業績
専門は聖書学。

## 著作
著書
- 『イスラエルの信仰と倫理』日本基督教団出版局(神学双書) 1971
- 『イスラエル予言者の職務と文学 アモスにおける予言文学の成立』日本基督教団出版局 1976
- 『信徒のための聖書講解：旧約 旧約聖書概説』聖文舎 1980
- 『韓国社会と民衆神学』「朝鮮問題」懇話会(「朝鮮問題」学習・研究シリーズ） 1988
- 『旧約聖書の中心』（新教出版社、現代神学双書） 1989
- 『こころの本 旧約聖書 エレミヤ書を読む』筑摩書房 1990
- 『平和の黙示 旧約聖書の平和思想』新地書房 1991
- 『旧約聖書の概説』リトン 1995
- 『旧約聖書の預言と黙示 その本質と系譜』新教出版社、現代神学双書) 1996
- 『古代イスラエルの預言者たち』清水書院(Century books 人と思想) 1999
- 『神の名と人間の主体』教文館 2002
- 『「詩編」をよむ』日本放送出版協会(NHKシリーズ宗教の時間) 2006

### 共編著
- 『ヨーロッパにおける人間観の研究』古田光・藤田健治,・木田献一・屋形禎亮・澤柳大五郎・廣川洋一・中野幸次・秀村欣二・兼岩正夫・清水富雄・裾分一弘・下村寅太郎・西沢龍生・永井博共編著、未来社 1982
- 『聖書の世界・総解説』土岐健治共編、自由国民社 1985
- 『聖書の思想と現代』(現代聖書講座 3) 荒井献共編、日本基督教団出版局 1996
- 『人間イエスをめぐって』星野正興・川越厚・絹川久子・栗林輝夫・川中子義勝・加藤智共著、日本基督教団出版局 1998
- 『聖書解釈の歴史：宗教改革から現代まで』高橋敬基共著、日本基督教団出版局 1999

### 訳書
- 『イスラエルの道 聖書の信仰と倫理』ジェイムス・マイレンバーグ（英語版）著、池田裕共訳、日本基督教団出版局 1969
- 『旧約聖書神学概説』Th・C・フリーゼン著、田中理夫共訳、日本基督教団出版局） 1969
- 『旧約聖書略解 新共同訳』監修、日本基督教団出版局 2001
- 『古代イスラエルの世界 社会学・人類学・政治学からの展望』R・E・クレメンツ（英語版）編、月本昭男共監訳、リトン 2002
- 『マルティン・ブーバー聖書著作集 第2巻　神の王国』北博共訳、日本キリスト教団出版局 2003
- 『聖書事典 新共同訳』山内眞共監修、日本キリスト教団出版局 2004
- 『マルティン・ブーバー聖書著作集 第3巻 油注がれた者』金井美彦共訳、日本キリスト教団出版局 2010